# Distrikt Andaray
Der Distrikt Andaray liegt in der Provinz Condesuyos in der Region Arequipa in Südwest-Peru. Der Distrikt wurde am 2. Januar 1857 gegründet. Er besitzt eine Fläche von 810 km². Beim Zensus 2017 wurden 711 Einwohner gezählt. Im Jahr 1993 lag die Einwohnerzahl bei 762, im Jahr 2007 bei 719. Die Distriktverwaltung befindet sich in der 3050 m hoch gelegenen Ortschaft Andaray mit 243 Einwohnern (Stand 2017). Andaray liegt 22 km westnordwestlich der Provinzhauptstadt Chuquibamba.

## Geographische Lage
Der Distrikt Andaray besitzt eine Längsausdehnung in NNW-SSO-Richtung von 93 km. Er reicht im Norden bis zu dem 6425 m hohen Vulkan Coropuna sowie im Süden bis knapp 50 km an die Pazifikküste heran. Der Distrikt erstreckt sich über die aride Hochfläche südlich der Cordillera Volcánica im zentralen Süden der Provinz Condesuyos. Die Quebrada Chorunga, ein linker Nebenfluss des Río Ocoña, fließt entlang der westlichen Distriktgrenze nach Südwesten.
Der Distrikt Andaray grenzt im Süden an die Distrikte Ocoña und Mariano Nicolás Valcárcel (Provinz Camaná), im Westen an die Distrikte Río Grande und Yanaquihua, im Norden an den Distrikt Salamanca, im äußersten Nordosten an den Distrikt Pampacolca (Provinz Castilla) sowie im Osten an den Distrikt Chuquibamba.